# New South Wales Open 1990
Il New South Wales Open 1990 è stato un torneo di tennis giocato sul cemento. È stata la 20ª edizione del torneo di Sydney, che fa parte della categoria World Series nell'ambito dell'ATP Tour 1990 e della categoria Tier III nell'ambito del WTA Tour 1990. Si è giocato al NSW Tennis Centre di Sydney in Australia dall'8 al 14 gennaio 1990.

## Campioni

### Singolare maschile
Yannick Noah ha battuto in finale  Carl-Uwe Steeb con il punteggio di 5–7, 6–3, 6–4.

### Singolare femminile
Nataša Zvereva ha battuto in finale  Barbara Paulus con il punteggio di 4–6, 6–1, 6–3.

### Doppio maschile
Pat Cash /  Mark Kratzmann hanno battuto in finale  Pieter Aldrich /  Danie Visser con il punteggio di 6–4, 7–5.

### Doppio femminile
Jana Novotná /  Helena Suková hanno battuto in finale  Larisa Neiland /  Nataša Zvereva con il punteggio di 6–3, 7–5.